# Justas Lasickas
Justas Lasickas, litovski nogometaš, * 6. oktobera 1997, Vilnius. 
Lasickas je litovski nogometni reprezentant (U-17, U-18, U-19, U-21), ki igra na poziciji veznega igralca. Med letoma 2022 in 2025 je igral za Olimpijo.

## Klubska kariera
| Sezona    | Klub        | Država    | Liga | Nastopov | Golov |
| --------- | ----------- | --------- | ---- | -------- | ----- |
| 2022–2025 | NK Olimpija | Slovenija | 1.   | 77       | 2     |
| 2019–2022 | Voždovac    | Srbija    | 1.   | 90       | 6     |
| 2018–2019 | Jagellonia  | Poljska   | 1.   | 1        | 0     |
| 2017–2018 | FK Zemun    | Srbija    | 1.   | 34       | 3     |
| 2013–2018 | FK Žalgiris | Litva     | 1.   | 25       | 1     |